# نيكولاس تي
نيكولاس تي (من مواليد 13 فبراير 2001) هو لاعب كرة قدم محترف يلعب لنادي فيتوريا غيماريش البرتغالي كحارس مرمى . ولد في فرنسا، ويمثل منتخب ساحل العاج دوليًا.

## مهنة دولية
تم استدعاؤه من قبل منتخب ساحل العاج في أكتوبر 2018، لكنه انسحب من الفريق بسبب الإصابة.  تم اختياره في فريق ساحل العاج لدورة الألعاب الأولمبية 2020 المؤجلة.    